# دریاچه بوون چاغان
دریاچه بوون چاغان (به لاتین: Böön Tsagaan Lake) یک دریاچه در مغولستان است که در استان بایان‌خونگور واقع شده‌است.